# Suelos de Chile
No es fácil dar una definición para el concepto de suelo, debido a que existen distintos puntos de vista para su análisis. Pese a ello, algunos elementos son comunes en la mayoría de las definiciones. Entre ellos podemos considerar que el suelo:
- Es aquel material mineral no consolidado sobre la superficie de la Tierra.
- Se trata de un cuerpo natural que ocupa un espacio tridimensional, producto del material parental o generador (rocas) que le dieron su origen.
- Experimenta variaciones a lo largo del tiempo.
- Sus componentes principales son el material mineral, material orgánico, aire y agua.
- Sirve como medio natural de soporte para la vida de especies vegetales.
- En su desarrollo en profundidad, es posible reconocer la existencia de horizontes (diversas capas de suelos sucesivas).
- Para efectos de su representación y análisis se recurre a perfiles.

## Origen y distribución de los suelos de Chile
Cualquier proceso de formación de los suelos considera como punto de partida al material generador.
En estricto rigor, todos los suelos se derivan de las rocas, las que podrán ser de origen ígneo, sedimentario o metamórfico. Este material generador está sometido a una serie de procesos, que terminarán desarrollando continuos cambios en él. Adicionalmente, los factores que intervienen en la formación del suelo actúan interrelacionados: la presencia del clima (temperatura, precipitaciones), organismos (fauna, flora), relieve (la altura, la pendiente), material generador (tipo de roca) y el tiempo.
En Chile debemos considerar que los factores locales que intervienen en la formación del suelo son:
- Extensión longitudinal del país, que permite la presencia de diferentes condiciones climáticas. Por ejemplo suelos con alta escasez de humedad, como en el norte del país, o saturados, como en las zonas del sur.
- La presencia de cadenas montañosas, las que por efecto de la pendiente dificultan el desarrollo y, por ello, la profundidad del suelo. Por ejemplo, podemos encontrar entre ambas cordilleras suelos muy delgados y sumamente frágiles a la explotación agrícola.
- La actividad volcánica, que contribuye permanentemente con nuevos rocas posibles de meteorizar y de constituirse en suelo.
- La acción fluvial, que contribuye a desarrollar altos niveles de erosión, de suelos ubicados especialmente en laderas y depositando estos mismos materiales en terrenos más planos.

En nuestro país, los suelos con mayor capacidad de uso (sistema clasificatorio realizado con fines agrícolas) se extienden de preferencia entre la Región de Atacama y la Región de Los Lagos, concentrándose entre la Región Metropolitana de Santiago y la de Los Lagos los mejores suelos del país, con clase de uso I, II y III.

## Principales órdenes de suelos existentes en Chile
- Andisoles: son los suelos que se caracterizan porque han derivado de materiales volcánicos vítreos y de texturas gruesas.

- Aridisoles: suelos formados en regiones áridas. Permanecen secos y desprovistos de vegetación. Las partículas finas son arrastradas por el viento.

- Entisoles: carecen de horizontes bien desarrollados. Pueden ser suelos jóvenes, sin tiempo para desarrollarse o viejos, pero sin desarrollo de horizontes por corresponder a materiales resistentes a la meteorización.

- Alfisoles: que se desarrollan en climas que tienen períodos áridos; por lo tanto, el perfil se presenta seco en parte del año. Muestran un horizonte B, textural generalmente.

- Ultisoles: se desarrollan en climas con superávit de precipitación, pero con una estación parcialmente seca. Lo anterior los hace ser lixiviados y pobres en bases. Fuerte desequilibrio entre la cantidad de bases liberadas por meteorización y las bases removidas por lixiviación. La agricultura es imposible sin el uso de fertilizantes.

- Espodosoles: suelos desarrollados en climas húmedos y fríos, en presencia de vegetación de bosque. Existencia de un horizonte de eluviación, espódico, en el cual se acumulan sustancias amorfas, tanto coloides orgánicos, como sesquióxidos de aluminio.

- Inceptisoles: suelos con un perfil un poco más evolucionado que los entisoles, pero aún con un desarrollo incipiente. Presentan evidencias de eluviación, pero sin poseer un horizonte tal se presentan en climas húmedos, asegurando un cierto grado de lixiviación en la mayor parte de los años.

- Molisoles: suelos en los que se han producido la descomposición y acumulación de altas cantidades de materia orgánica. Esto entrega como resultado un humus rico en calcio. Son propios de zonas subhúmedas o semiáridas, con vegetación de pradera que asegura aporte de materia orgánica en profundidad.

Este concepto de órdenes de los suelos corresponden a un sistema clasificatorio desarrollado por el United States Departament of Agriculture (USDA), cuyos nombres se forman anteponiendo una partícula descriptiva a la terminación -sol; por ejemplo, aridisoles.
- Datos: Q6135200